# Judd Omen
Judd Omen (* 4. Februar 1940 in Los Angeles, Kalifornien) ist ein US-amerikanischer ehemaliger Schauspieler. Er war insgesamt 30 Jahre als Film- und Fernsehschauspieler tätig und wirkte in dieser Funktion überwiegend in einzelnen Episoden verschiedener US-amerikanischen Fernsehserien mit. Sein Fokus lag dabei auf Krimiserien.

## Leben
Omen begann seine Schauspielerkarriere durch das Mitwirken in einer Episode der Fernsehserie Kojak – Einsatz in Manhattan. 1976 folgte eine Episodenrolle in The Quest, 1977 war er in insgesamt zwei Episoden der Fernsehserie Baretta zu sehen. 1980 folgte in Fast wie in alten Zeiten erstmals eine Besetzungen in einem Spielfilm. In den 1980er Jahren war er überwiegend in Episodenrollen verschiedener US-amerikanischer Fernsehserien zu sehen.
Ab 1991 in Dollman – Der Space-Cop! spielte er vermehrt in Nebenrollen in Kino- und Fernsehfilmproduktionen mit. Zuletzt war er 2004 in einer Episode der Fernsehserie CSI: Miami und 2005 in dem Spielfilm Take Out zu sehen. Danach zog er sich vom Schauspiel für die Fernseh- und Filmindustrie zurück.

## Filmografie
- 1974: Kojak – Einsatz in Manhattan (Kojak) (Fernsehserie, Episode 2x05)
- 1976: The Quest (Fernsehserie, Episode 1x12)
- 1977: Baretta (Fernsehserie, 2 Episoden)
- 1980: Fast wie in alten Zeiten (Seems Like Old Times)
- 1981: Lovely But Deadly
- 1982: The Greatest American Hero (Fernsehserie, Episode 2x09)
- 1982: Detektei mit Hexerei (Tucker’s Witch) (Fernsehserie, Episode 1x06)
- 1982: Die Himmelhunde von Boragora (Tales of the Gold Monkey) (Fernsehserie, Episode 1x11)
- 1983: T.J. Hooker (Fernsehserie, Episode 3x01)
- 1983–1986: Das A-Team (The A-Team) (Fernsehserie, 3 Episoden, verschiedene Rollen)
- 1984: Trio mit vier Fäusten (Riptide) (Fernsehserie, Episode 1x13)
- 1984: Die rote Flut (Red Dawn)
- 1984: Der Wüstenplanet (Dune)
- 1985: Mode, Models und Intrigen (Cover Up) (Fernsehserie, Episode 1x15)
- 1985: Hunter (Fernsehserie, Episode 1x17)
- 1985: Pee-Wee’s irre Abenteuer (Pee-wee’s Big Adventure)
- 1985: Das Tier II (Howling II: Stirba – Werewolf Bitch)
- 1985: Hardcastle & McCormick (Hardcastle and McCormick) (Fernsehserie, Episode 3x02)
- 1985: Ein Colt für alle Fälle (The Fall Guy) (Fernsehserie, Episode 5x03)
- 1985–1986: Agentin mit Herz (Scarecrow and Mrs. King) (Fernsehserie, 2 Episoden, verschiedene Rollen)
- 1986: SideKicks – Karate Kid & Co. (Sidekicks) (Fernsehserie, Episode 1x09)
- 1986: Outlaws (Fernsehserie, Episode 1x01)
- 1987: The Wizard (Fernsehserie, Episode 1x14)
- 1987: Private Eye (Fernsehserie, Episode 1x02)
- 1987: Nachtakademie (The Under Achievers)
- 1988: Matlock (Fernsehserie, Episode 3x04)
- 1989: Freddy’s Nightmares: A Nightmare on Elm Street – Die Serie (Freddy’s Nightmares) (Fernsehserie, Episode 1x18)
- 1989: C.H.U.D. – Das Monster lebt (C.H.U.D. II – Bud the Chud)
- 1989: Hardball (Fernsehserie, Episode 1x01)
- 1989: MacGyver (Fernsehserie, 2 Episoden)
- 1989: Verschwörung in L. A. (Chameleons) (Fernsehfilm)
- 1991: P.S.I. Luv U (Fernsehserie, Pilotfolge)
- 1991: Dollman – Der Space-Cop! (Dollman)
- 1992: La carne e il diavolo (Fernsehfilm)
- 1993: Ihr Gewissen (Lightning in a Bottle)
- 1993: Head Hunter
- 1994: Acapulco H.E.A.T. (Fernsehserie, Episode 1x17)
- 1994: The Force
- 1997: L.A. Heat (Fernsehserie, Episode 1x26)
- 1998: Das große Inferno (Inferno) (Fernsehfilm)
- 2004: CSI: Miami (Fernsehserie, Episode 2x13)
- 2005: Take Out